# Cryptophagus versicolor
Cryptophagus versicolor is een keversoort uit de familie harige schimmelkevers (Cryptophagidae). De wetenschappelijke naam van de soort werd in 1950 gepubliceerd door Lindberg.